# Manuel DeLanda
Manuel DeLanda (født 1952), er en mexikansk-amerikansk forfatter, kunstner og filosof, som har boet i New York siden 1975. Han er ansat på Pratt Institute School of Architecture, hvor man underviser i arkitekturteori; og han underviser byers dynamik og selvorganisation på University of Pennsylvania School of Design. 
Han har en BFA fra School of Visual Arts (1979) og en PhD i medier og kommunikation fra European Graduate School (2010).

## Film
Efter at han flyttede til New York lavede DeLande 1875-82 flre eksperimentalfilm, nogle som en del af hans uddannelse ved School of Visual Arts. Disse Super 8 og 16mm films var påvirket af No Wave bevægelsen. DeLanda trak dem tilbage efter at de originale negativer gik tabt; i 2011 blev de restaureret af Anthology Film Archives. Nævnt af filmskaber Nick Zedd i dennes Cinema of Transgression Manifesto, fik DeLanda kontakt til mange af de eksperimenternde filmskabere i New York. 2010 var han med i Céline Danhier dokumentar Blank City. Meget af hans arbejde var inspireret af hans interesse i kontinental filosofi og kritisk teori: en af hans mest kendte film er Raw Nerves: A Lacanian Thriller (1980).

## Filosofi
I midten af 1980erne skiftede DeLandas interesse til Jean Baudrillard og Gilles Deleuzes ikke-deterministiske filosofier, kommandoteknikker, og overvejelser om komplekse systemer og kunstigt liv (inkl. tessellation), hvilket blev inkluderet i  "Policing the Spectrum" (1986) og bogen War in the Age of Intelligent Machines (1991).
DeLanda er ydermere forfatter tilA Thousand Years of Nonlinear History (1997), Intensive Science and Virtual Philosophy (2002) og A New Philosophy of Society: Assemblage Theory and Social Complexity (2006), der indeholder hans samfundsfilosofi. Han har udgivet mange artikler og essays om de franske filosoffer Gilles Deleuze og Félix Guattari, samt om moderne videnskab, selvorganiserende stof, kunstigt liv og kunstig intelligens, økonomi, arkitektur, kaosteori, videnskabshistorie, kaosteori, tessellation. Hans bog fra 2015 Philosophical Chemistry: Genealogy of a Scientific Field udvider hans videnskabsfilosofi.
Skønt DeLanda udviklede sine ideer selvstændigt i løbet af 1990erne, associeres han nu ofte med den senere bølge af spekulativ realisme, og skrev i 2017 en bog sammen med Graham Harman.